# Konståkning vid olympiska vinterspelen 1972
Konståkning vid olympiska vinterspelen 1972 i Sapporo, Japan. Man tävlade i Makomanai ishall.

## Medaljställning
| Pl. | Nation          | Guld | Silver | Brons | Totalt |
| --- | --------------- | ---- | ------ | ----- | ------ |
| 1   | Sovjetunionen   | 1    | 2      | 0     | 3      |
| 2   | Tjeckoslovakien | 1    | 0      | 0     | 1      |
| 2   | Österrike       | 1    | 0      | 0     | 1      |
| 4   | Kanada          | 0    | 1      | 0     | 1      |
| 5   | Frankrike       | 0    | 0      | 1     | 1      |
| 5   | USA             | 0    | 0      | 1     | 1      |
| 5   | Östtyskland     | 0    | 0      | 1     | 1      |

## Herrar
| Medalj | Åkare                      |
| ------ | -------------------------- |
| Guld   | Ondrej Nepela (TCH)        |
| Silver | Sergei Chetverukhin (URS)  |
| Brons  | Patrick Pera (FRA)         |
| 4      | Kenneth Shelley (USA)      |
| 5      | John Misha Petkevich (USA) |
| 6      | Jan Hoffmann (GDR)         |
| 7      | Haig Oundjian (GBR)        |
| 8      | Vladimir Kovalev (URS)     |
| 9      | Toller Cranston (CAN)      |
| 10     | Gordon McKellen (USA)      |
| 11     | John Curry (GBR)           |
| 12     | Yuri Ovchinnikov (URS)     |
| 13     | Didier Gailhaguet (FRA)    |
| 14     | Jacques Mrozek (FRA)       |
| 15     | Gunter Anderl (AUT)        |
| 16     | Yutaka Higuchi (JPN)       |
| 17     | Gyorgy Fazekas (ROU)       |

## Damer
| Medalj | Åkare                     |
| ------ | ------------------------- |
| Guld   | Beatrix Schuba (AUT)      |
| Silver | Karen Magnussen (CAN)     |
| Brons  | Janet Lynn (USA)          |
| 4      | Julie Lynn Holmes (USA)   |
| 5      | Zsuzsa Almassy (HUN)      |
| 6      | Sonja Morgenstern (GDR)   |
| 7      | Rita Trapanese (ITA)      |
| 8      | Christine Errath (GDR)    |
| 9      | Charlotte Walter (SUI)    |
| 10     | Kazumi Yamashita (JPN)    |
| 11     | Jean Scott (GBR)          |
| 12     | Suna Murray (USA)         |
| 13     | Catherine Irwin (CAN)     |
| 14     | Isabelle de Navarre (FRG) |
| 15     | Anita Johansson (SWE)     |
| 16     | Dianne de Leeuw (NED)     |
| 17     | Sonja Balun (AUT)         |
| 18     | Marina Sanaia (URS)       |
| 19     | Chang Myung-su (KOR)      |

## Paråkning
| Medalj | Åkare                                       |
| ------ | ------------------------------------------- |
| Guld   | Irina Rodnina & Aleksei Ulanov (URS)        |
| Silver | Lyudmila Smirnova & Andrey Suraykin (URS)   |
| Brons  | Manuela Groß & Uwe Kagelmann (GDR)          |
| 4      | Alicia Starbuck & Kenneth Shelley (USA)     |
| 5      | Almut Lehmann & Herbert Wiesinger (FRG)     |
| 6      | Irina Cherniaeva & Vasili Blagov (URS)      |
| 7      | Melissa Militano & Mark Militano (USA)      |
| 8      | Annette Kansy & Axel Salzmann (GDR)         |
| 9      | Sandra Bezic & Val Bezic (CAN)              |
| 10     | Corinne Halke & Eberhard Rausch (FRG)       |
| 11     | Grazyna Kostrzewinska & Adam Brodecki (POL) |
| 12     | Barbara Brown & Douglas Berndt (USA)        |
| 13     | Florence Cahn & Jean Roland Racle (FRA)     |
| 14     | Linda Connolly & Colin Taylforth (GBR)      |
| 15     | Mary Petrie & John Hubbell (CAN)            |
| 16     | Kotoe Nagasawa & Hiroshi Nagakubo (JPN)     |